# Orimarga (Diotrepha) quinquefusca
Orimarga (Diotrepha) quinquefusca is een tweevleugelige uit de familie steltmuggen (Limoniidae). De soort komt voor in het Neotropisch gebied.